# خواهر آنجلیکا
خواهر آنجلیکا (چکی: Sestra Angelika) یک فیلم درام به کارگردانی مارتین فریچ است که در سال ۱۹۳۲ منتشر شد. از بازیگران آن می‌توان به هوگو هاس و یوزف روونسکی اشاره کرد.